# Родні Джон Аллам
Родні Джон Аллам, (народився в 1940 році в Сент-Хеленсі, Ланкашир)  — англійський інженер-хімік і співробітник Інституту інженерів-хіміків, якому приписують винаходи, пов’язані з виробництвом електроенергії, зокрема енергетичний цикл Аллама, який є поколінням процес отримання викопного палива з інтегрованим уловлюванням вуглекислого газу.
Аллам працював у компанії Air Products & Chemicals протягом 44 років, останнім часом працюючи директором із розвитку технологій. У 2004 році він був призначений членом Ордена Британської імперії за заслуги перед довкіллям. Він також був запрошеним професором в Імперському коледжі науки і технологій і провідним автором спеціального звіту МГЕЗК про уловлювання та зберігання вуглекислого газу, опублікованого в 2005 році. У 2007 році МГЕЗК разом з Альбертом Гором були нагороджені премією Нобелівська премія миру.

## Інтернет-ресурси
- Description of the Allam power cycle